# George Lott
George Martin Lott (Springfield, 16 de Outubro de 1906 - Chicago, 3 de Dezembro de 1991) foi um tenista profissional estadunidense.

## Grand Slam finais

### Simples 1 (Vice)
| Ano  | Campeonato         | Oponente        | Placar             |
| 1931 | U.S. Championships | Ellsworth Vines | 9–7, 3–6, 7–9, 5–7 |

### Duplas (8 títulos)
| Ano  | Campeonato                  | Piso   | Parceiro       | Oponentes                       | Placar                    |
| 1928 | U.S. National Championships | Grama  | John Hennessey | Gerald Patterson Jack Hawkes    | 6–1, 6–2, 6–1             |
| 1929 | U.S. National Championships | Grama  | John Doeg      | Berkely Bell Lewis White        | 10–8, 16–14, 6–1          |
| 1930 | U.S. National Championships | Grama  | John Doeg      | John Van Ryn Wilmer Allison     | 8–6, 6–3, 4–6, 13–15, 6–4 |
| 1931 | French Championships        | Saibro | John Van Ryn   | Vernon Kirby Norman Farquharson | 6–4, 6–3, 6–4             |
| 1931 | Wimbledon                   | Grass  | John Van Ryn   | Jacques Brugnon Henri Cochet    | 6–2, 10–8, 9–11, 3–6, 6–3 |
| 1933 | U.S. National Championships | Grama  | Lester Stoefen | Frank Shields Frank Parker      | 11–13, 9–7, 9–7, 6–3      |
| 1934 | Wimbledon                   | Grama  | Lester Stoefen | Jean Borotra Jacques Brugnon    | 6–4, 7–5, 6–1             |
| 1934 | U.S. National Championships | Grama  | Lester Stoefen | Wilmer Allison John Van Ryn     | 6–4, 9–7, 3–6, 6–4        |